# 人有人的用处
《人有人的用处》是一本由美国国数学家与哲学家諾伯特·維納创作的專著，1950年首次出版，1954年再版，涉及控制论与自动化。